# Redemption Song
Pour les articles homonymes, voir Rédemption (homonymie).
Redemption Song est une chanson de Bob Marley. C'est la dernière piste du dernier album de Bob Marley et les Wailers, Uprising, produit par Chris Blackwell et publié par Island Records. La chanson est considérée comme l'une des œuvres fondatrices de Bob Marley. Certaines paroles clés sont issues d'un discours prononcé par l'orateur panafricaniste Marcus Garvey.

## Historique
Au moment où il a écrit la chanson, vers 1979, on avait diagnostiqué à Bob Marley un cancer localisé au niveau de l'orteil qui, plus tard, devait prendre sa vie. Selon Rita Marley, « il était déjà secrètement atteint de douleur et a traité avec sa propre mort, qui est clairement apparente dans l'album, en particulier dans cette chanson ».
Redemption Song, s'inspirerait d'un discours prononcé en 1937 par Marcus Garvey, militant des droits civiques, dans lequel ce dernier déclare : «nous allons nous émanciper de l'esclavage mental parce que si d'autres pourraient libérer le corps, aucun d'autre que nous-mêmes ne peut libérer l'esprit». Marley reprend ces idées dans les paroles de sa chanson,«émancipez-vous de l'esclavage mental, personne d'autre que nous-mêmes ne peut libérer notre esprit». Il semblerait que Bob Marley intitule cette chanson après avoir lu le livre de Marcus Garvey, "The Philosophy and Opinions of Marcus Garvey", publié en 1923 et dédié "aux vrais et fidèles membres de l'Universal Negro Improvement Association pour la cause de la rédemption de l'Afrique".
Contrairement à la majorité des titres de Bob Marley, il s'agit strictement d'un enregistrement acoustique solo, composé, chanté et joué à la guitare acoustique, sans accompagnement. Il existe toutefois une version en groupe, accompagnée des Wailers.
Redemption Song est sortie en single au Royaume-Uni et en France en octobre 1980.

## Reprises
- En 1983, Redemption Song (No Kwazulu) est repris par Manfred Mann's Earth Band dans leur album Somewhere in Afrika.
- Stevie Wonder en a enregistré une version, présente sur la bande originale de Get on the Bus (1996).
- En 1997, Sinéad O'Connor en a enregistré une version Live, présente sur l'album This Is A Rebel Song.
- En 2002, Yannick Noah en a enregistré une version, présente sur l'album Yannick Noah (2000)[2].
- En 2003, The Mescaleros ont repris cette chanson dans leur album Streetcore.
- Johnny Cash a aussi repris cette chanson, en duo avec Joe Strummer, sur la compilation Unearthed (en), parue en 2003.

## Postérité
En 2004, Rolling Stone a placé la chanson au no 66 parmi les « 500 plus grandes chansons de tous les temps ». Redemption Song se hisse à la 42e place de la nouvelle liste publiée par le magazine en 2021.
En 2010, le New Statesman l'a classée comme l'une des vingt meilleures chansons politiques.